# Chiesa di Santa Maria di Gesù (Trapani)
La chiesa di Santa Maria di Gesù con l'attiguo convento fuori le mura, costituiscono un complesso religioso un tempo affidato all'Ordine dei frati minori osservanti ubicato nell'attuale via Sant'Elisabetta di Trapani.

## Storia
Il primitivo insediamento dell'Ordine nel 1450 era ubicato nella parte nord - orientale, quasi attaccato alle mura, prossimo alla chiesa di Santa Maria dei Greci.
Nel 1536 per interessamento di Carlo V d'Asburgo, con spese a carico dell'imperatore, l'Ordine mendicante fu trasferito nell'attuale sito. Pertanto, le aree delle primitive strutture di Santa Maria dei Greci e di Santa Maria del Porto furono occupate dal nuovo quartiere militare inteso come Caserma degli Spagnoli. L'espansione di quest'ultimo aggregato nasceva dalla necessità di adeguare il sistema difensivo cittadino e dell'intero Regno oggetto di continue scorrerie, rappresaglie piratesche e corsare.
La nuova costruzione fu realizzata su progetto di Natale Masuccio sui resti di una precedente chiesa dedicata a San Marco.
Il convento venne ceduto alla Provincia nel 1879. Danneggiato durante la seconda guerra mondiale, venne successivamente distrutto.
L'attuale tempio e il primitivo luogo di culto sono sedi di capolavori dell'arte rinascimentale, espressioni artistiche di scultura di scuola siciliana e toscana. Nel 2019 è stata riaperta al culto.

## Architettura

### Esterno
La facciata in conci di tufo in stile gotico - rinascimentale, presenta un portale ogivale con strombature sovrastato da una grande nicchia con calotta a forma di conchiglia. Sulla facciata destra, si apre un portale rinascimentale, con un rilievo raffigurante l'Annunciazione in stile gotico - catalano, scultura attribuita a Jacopo Del Duca.
Pila per l'acqua benedetta di stile quattrocentesco.

### Interni
Impianto ripartito in tre navate separate da tre ampie arcate a tutto sesto, tre absidi poligonali. La copertura è costituita da capriate in legno recanti tracce di pitture, intarsi, iscrizioni e madreperla. Dipinti su tavola documentati sui pilastri al centro, raffiguranti rispettivamente San Pietro e San Francesco d'Assisi, opere attribuite per stile a Giovanni Bellini.
Navata destra
- Prima campata.
- Seconda campata.
- Terza campata: varco d'accesso via San Pietro. Portale rinascimentale esterno attribuito a Jacopo Del Duca.
- Quarta campata.
- Quinta campata: dipinto documentato raffigurante San Diego nell'atto di predicare al popolo, opera di Domenico La Bruna.
  - Parete adiacente dipinto raffigurante San Francesco d'Assisi nell'atto di chiedere a Maria Santissima l'Indulgenza, così detta della Porziuncola, opera di Domenico La Bruna.[2]

Navata sinistra
- Prima campata: Sulla parete in prossimità del coro è documentato il dipinto raffigurante Gesù che mostra un ragazzo ai discepoli, opera di scuola romana del XV secolo.[1]
- Seconda campata.
- Terza campata.
- Quarta campata.
- Quinta campata.
  - Cappella di Sant'Antonio di Padova. Altare di Sant'Antonio di Padova costituito da baldacchino con architrave e colonne, statua lignea di Sant'Antonio di Padova, opera di Domenico Nolfo.[9]

Absidiole
- Absidiola destra: Cappella della Madonna degli Angeli o Cappella Staiti.[2][10] Ambiente patrocinato e destinato alle sepolture della famiglia Staiti a partire dal 1539. Germano Staiti detto Galvano nel 1516 commissiona un vano con pilastri riccamente intagliati, capitelli corinzi, architrave, scudo con armi nobiliari da installare nel primitivo luogo di culto. Il monumento realizzato agglomera due capolavori: una Madonna in terracotta, maiolica policroma invetriata, con fregio festonato di fiori e frutta, teste di serafini, denominata Madonna col Bambino, opera del toscano Andrea della Robbia; un baldacchino in marmo realizzato nel 1521 da Antonello Gagini.

"NOBILIS IACOBVS STAITI CONDAM GALVANI OPVSCVLVM".
Dalla prima chiesa è smantellata per essere riassemblata, rimodulata e perfezionata, nel volgere di un paio di decenni, nel nuovo sito absidale, apportando modifiche e trasformazioni operate dai figlioli Antonino, Giacomo e Vincenzo Gagini, Due pilastri posteriori e due colonne dai fusti scolpiti in bassorilievi con maschere e grifi, fogliami decorativi e armi di casa Staiti.
Madonna dei Greci, lato vangelo, dipinto su tavola attribuito a Giovanni Bellini.
- Absidiola sinistra: Cappella del Santissimo Crocifisso. All'interno è visibile il Cristo al Calvario, opera di Croce, volgente lo sguardo al cielo e che sino al 1903, fece parte della processione dei Misteri di Trapani. Stemma della famiglia Ciambra, importante famiglia nobiliare trapanese dell'epoca, posto a decoro di un ciborio in marmo realizzata nel XVI secolo dalla scuola dei Gagini,

Abside
Nel presbiterio sono documentati quattro quadri opera di Vito Carrera, del 1609, dipinti realizzati nella piena maturità artistica: San Domenico, San Francesco, Santa Elisabetta e San Zaccaria, Vergine Maria con lo sposo San Giuseppe. Due affreschi di Domenico La Bruna sono documentati ai lati dell'altare della Concezione, figure femminili allegorie della Religione e della Purità. Al centro è collocato l'altare maggiore in marmo, opera nel 1624 di Francesco Lo Mastro, manufatto dedicato a Maria Santissima Immacolata. Ai lati tre sarcofagi.
L'altare maggiore serba un ricordo storico del Risorgimento italiano: un piccolo crocifisso di ottone, trovato dal sergente Emanuele Biaggini nel convento di San Francesco presso Santa Maria di Capua, durante la battaglia del 1 ottobre 1860, portato e donato alla chiesa.

## Opere documentate
- Santa Margherita da Cortona, dipinto, opera di Giuseppe Felice.
- San Benedetto Giuseppe Labre, dipinto a mezza figura, opera di Antonio La Barbera.
- San Pasquale Baylon, statua lignea, opera di Mario Ciotta.

Il tempio ospita la sepoltura di Giovan Battista Fardella, già ministro di guerra e marina.

## Feste religiose
- Venerdì Santo, " 'A scinnuta 'a cruci di Santamariagesu " (discesa del Cristo dalla croce). A mezzogiorno, poco prima l'uscita dei Misteri dalla chiesa del Purgatorio, nella Cappella del Santissimo Crocifisso si svolge la tradizionale Discesa del Cristo dalla Croce. Il suggestivo rito è eseguito a luci spente, con l'illuminazione naturale che filtra dal portale e dalle vetrate. Fino alla metà degli anni '60, la conclusione della manifestazione, dava avvio alla Processione dei Misteri. Per oltre mezzo secolo, le fasi dei due eventi si sono sovrapposte, sminuendo il valore liturgico della Scinnuta. L'anticipo della celebrazione ha ridato lustro ad una tradizione secolare, e una rispondenza alla sequenza cronologica dei sacri eventi.